# 황상호
황상호(黃尙浩, 1971년 5월 28일~)는 대한민국의 레슬링 선수, 지도자이다. 1996년 하계 올림픽에 참가했으며 1997년 세계 선수권 대회에서 남자 자유형 라이트급 은메달을 획득했다.
은퇴 후에는 모교인 경북공업고등학교 레슬링부 감독을 맡고 있다.